# Karner Hardegg

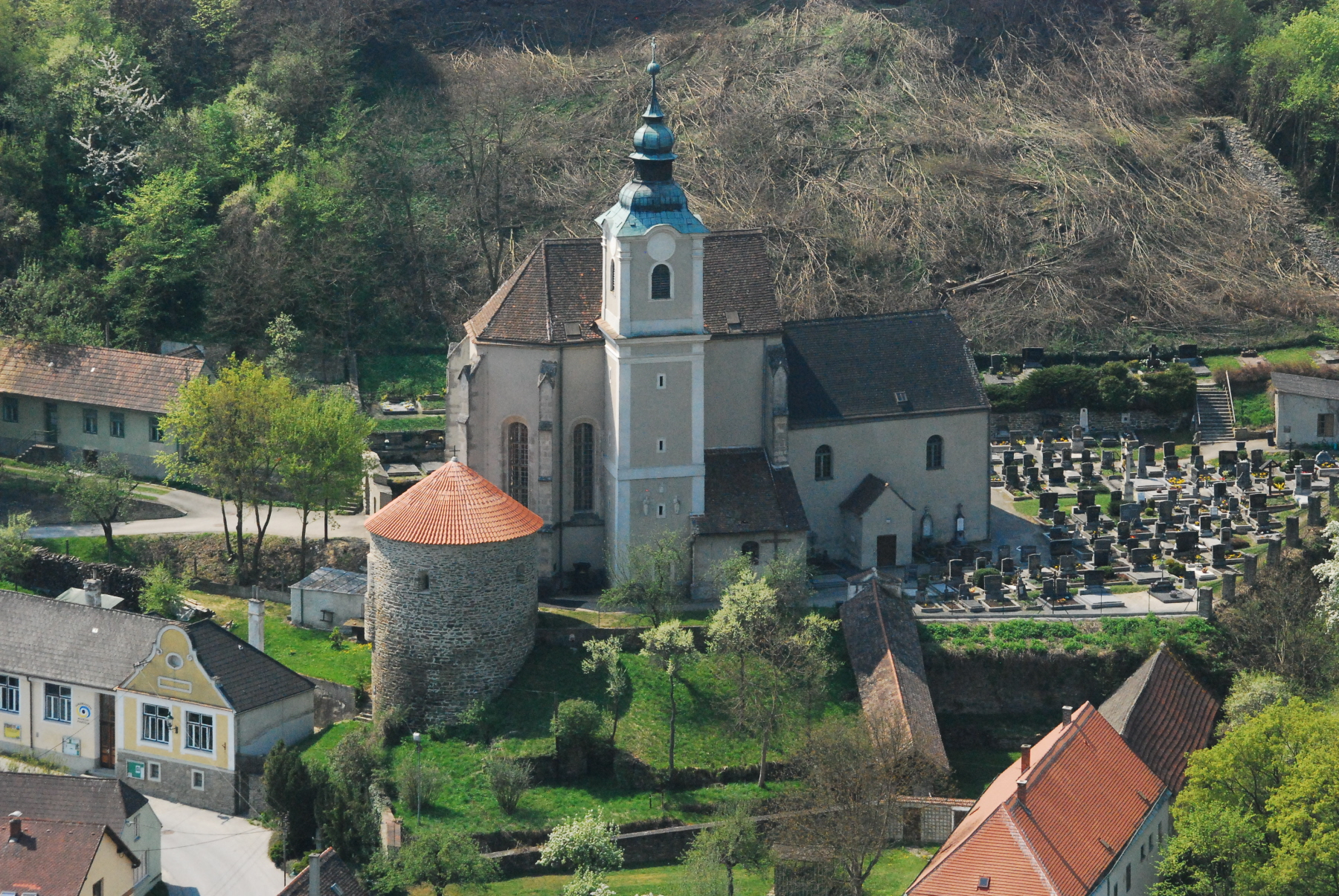
Karner und Kirche von Hardegg

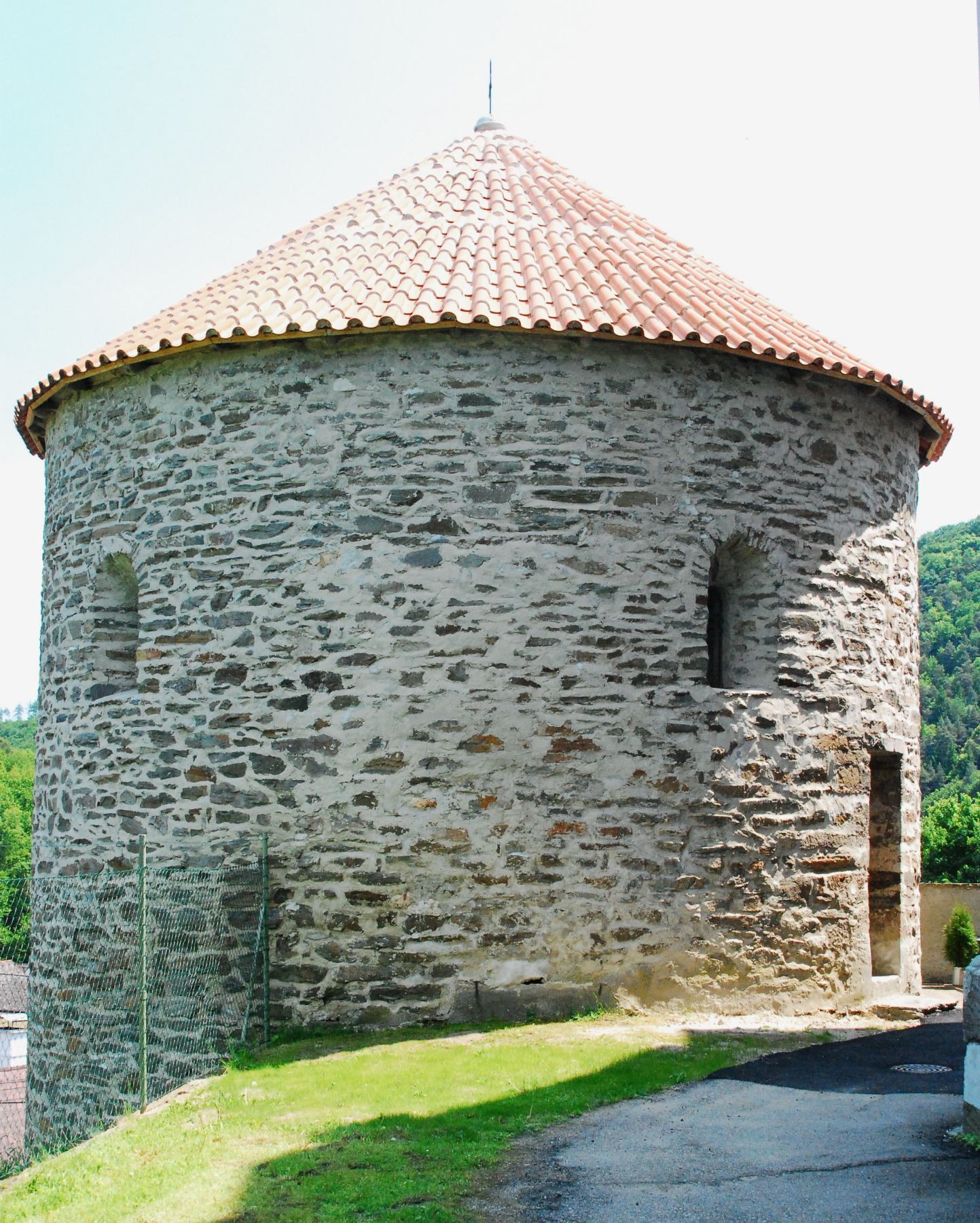
Der Karner in Hardegg

Der Karner Hardegg steht bei der Pfarrkirche Hardegg hl. Veit in der Stadtgemeinde Hardegg im Bezirk Hollabrunn in Niederösterreich. Der wohl älteste Karner Niederösterreichs steht unter Denkmalschutz (Listeneintrag). 

## Beschreibung
Das unverputzte, aus Bruchsteinen in der Zeit zwischen 1150 und 1160 errichtete romanische Rundbauwerk mit stumpfem Kegeldach und kleinen, steilen Rundbogenfenstern besitzt zwei Geschoße. In der Bauweise ähnelt es der älteren Rotunde in Znaim an der Thaya in der benachbarten Tschechischen Republik.
Der Karner wurde neben der Pfarrkirche Hardegg an einer Geländestufe errichtet. Vom Friedhof aus betrachtet erscheint das Gebäude dadurch niedrig, während es von Norden aus betrachtet wie ein hoher Turm wirkt.
In dem vom Friedhof aus zugänglichen Raum wurde eine mit Kuppelgewölbe versehene Kapelle eingerichtet. Über deren an der Ostseite errichteter Apsis mit einem gemauerten Altar wurde nachträglich ein gotisches Maßwerkfenster eingebaut.
Der Eingang zur Gruft liegt einen Stock tiefer an der Ostseite des Karners.